# Piansano
Piansano è un comune italiano di 2 031 abitanti della provincia di Viterbo nel Lazio.

## Geografia fisica

### Territorio
Il territorio comunale è attraversato dal torrente Arrone, che scorre anche in prossimità del centro abitato.

### Clima
Classificazione climatica: zona E, 2146 GR/G

## Storia
Già Castrum Planzani, nell'orbita di Tuscania, fu oggetto di contese da parte di numerose signorie dell'epoca, e subì continui tentativi da parte della Chiesa per entrarne in possesso.
Nel XVII secolo Piansano passò definitivamente sotto il dominio della Santa Sede e subì il medesimo destino di altri territori della zona, dati in affitto come feudi a vari signori.
Nel 1790 il piccolo borgo di Piansano fu concesso dallo Stato Pontificio al conte Alessandro Cardarelli. Nel 1808 la Camera apostolica vendette il feudo al principe polacco Stanisław Poniatowski. Il principe Poniatowski, trasferitosi da Roma a Firenze, lo rivendette nel 1822 al conte Giuseppe Cini. Il Cini, che ne rimase proprietario unico fino al 1897, lo mise all'asta e fu aggiudicato al Monte dei Paschi di Siena.
Nel 1909 la banca toscana lo mise in vendita e fu acquistato da più acquirenti. Dopo la fine della prima guerra mondiale, il feudo, spezzettato in più proprietari, fu espropriato dall'Opera nazionale combattenti che l'assegnò ai reduci della Grande Guerra.

## Monumenti e luoghi d'Interesse
- Il paese è suddiviso in più quartieri: il centro storico “La Rocca"(le Capannelle per i più giovani) dove si trovano una chiesa del 1500, il centro del paese dove abita la maggior parte della popolazione e dove è situata la piazza principale ”Lucia Burlini”; e una piccola località fuori dal paese chiamata “Marinello”, più una zona, "il Fiocchino",che dà origine alla "variante".

## Società

### Evoluzione demografica
Abitanti censiti

### Tradizioni e folclore
A Piansano le festività più importanti sono la Madonna del Rosario che si svolge la prima domenica d'ottobre e San Bernardino, la festa del patrono, che si svolge il 20 maggio.

## Economia
Nel 2011 è stata avviata la costruzione del parco eolico nel territorio piansanese e nei terreni circostanti.
Inoltre sono presenti varie attività commerciali e industriali situate all'inizio e alla fine del paese.
Di seguito la tabella storica elaborata dall'Istat a tema Unità locali, intesa come numero di imprese attive, ed addetti, intesi come numero addetti delle unità locali delle imprese attive (valori medi annui).
|          | 2015                  |                              |                            |                |                       |                     | 2014                  |                | 2013                  |                |
| -------- | --------------------- | ---------------------------- | -------------------------- | -------------- | --------------------- | ------------------- | --------------------- | -------------- | --------------------- | -------------- |
|          | Numero imprese attive | % Provinciale Imprese attive | % Regionale Imprese attive | Numero addetti | % Provinciale Addetti | % Regionale Addetti | Numero imprese attive | Numero addetti | Numero imprese attive | Numero addetti |
| Piansano | 138                   | 0,59%                        | 0,03%                      | 229            | 0,39%                 | 0,01%               | 144                   | 242            | 141                   | 245            |
| Viterbo  | 23.371                |                              | 5,13%                      | 59.399         |                       | 3,86%               | 23.658                | 59.741         | 24.131                | 61.493         |
| Lazio    | 455.591               |                              |                            | 1.539.359      |                       |                     | 457.686               | 1.510.459      | 464.094               | 1.525.471      |

Nel 2015 le 138 imprese operanti nel territorio comunale, che rappresentavano lo 0,59% del totale provinciale (23.371 imprese attive), hanno occupato 229 addetti, lo 0,39% del dato provinciale (59.399 addetti); in media, ogni impresa nel 2015 ha occupato una persona (1,66).

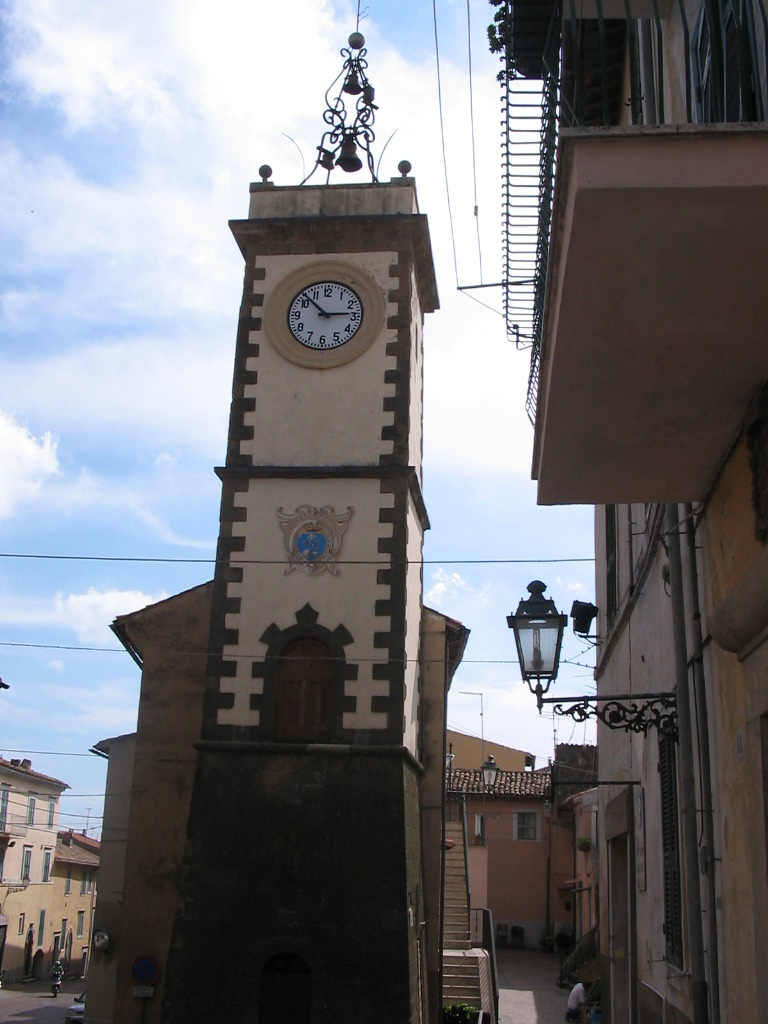
Torre dell' orologio situata all'ingresso della piazza del comune

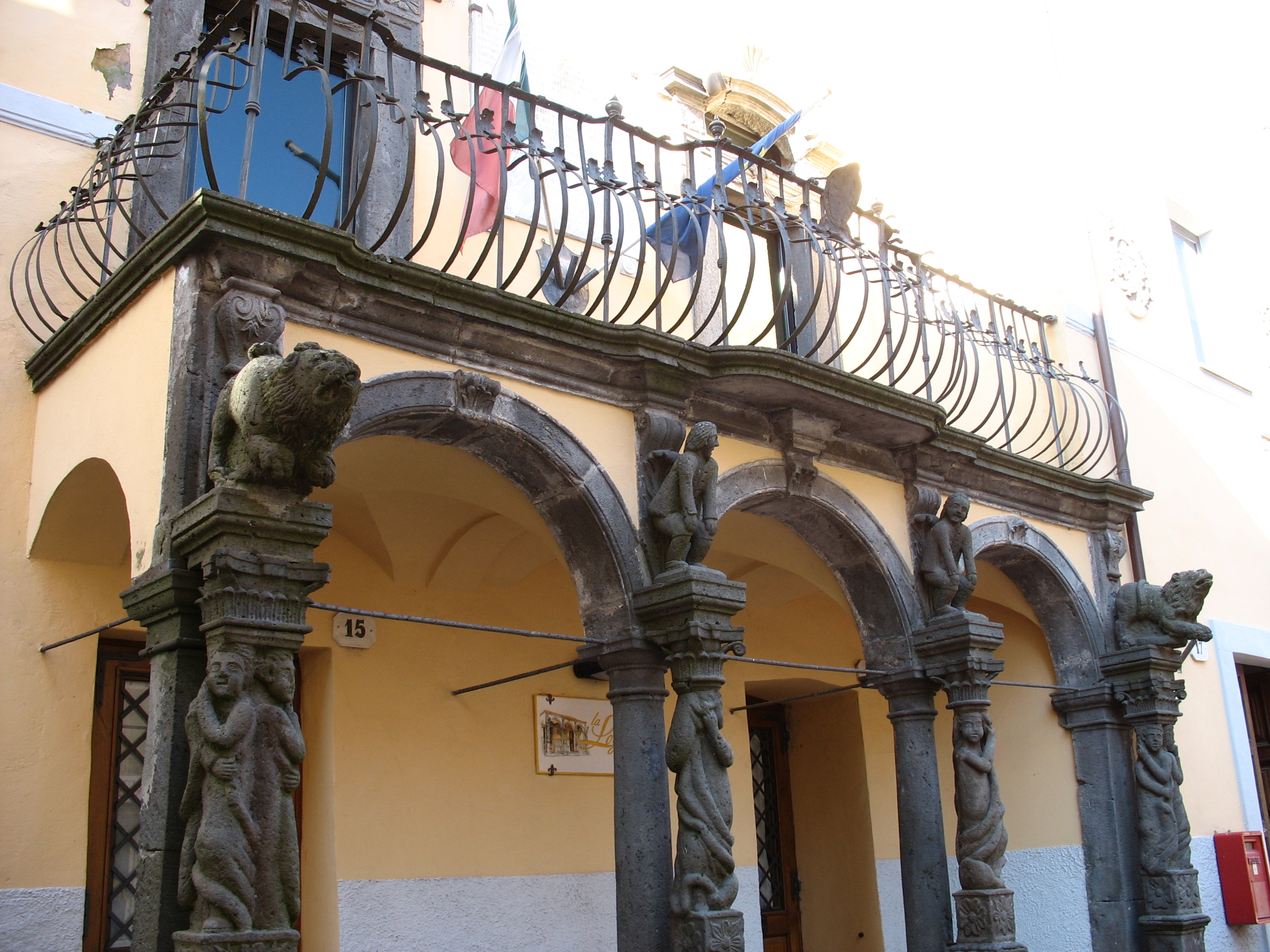
la caratteristica "Loggetta" del palazzo comunale da cui prende il nome l'omonima nota rivista mensile di interesse provinciale

## Infrastrutture e trasporti

### Strade
Piansano è collegata, tramite la Strada Provinciale 110 Valle di Ripa Alta, a Tessennano, e tramite la strada provinciale 115 Poggio Marano a Capodimonte.

## Amministrazione
Nel 1927, a seguito del riordino delle circoscrizioni provinciali stabilito dal regio decreto n. 1 del 2 gennaio 1927, per volontà del governo fascista, quando venne istituita la provincia di Viterbo, Piansano passò dalla provincia di Roma a quella di Viterbo.
| Periodo | Periodo   | Primo cittadino | Partito                         | Carica  | Note |
| ------- | --------- | --------------- | ------------------------------- | ------- | ---- |
| 2019    | in carica | Roseo Melaragni | Lista civica Uniti per Piansano | Sindaco |      |